# Sud Nivernais Imphy Decize
 (novembre 2024).
Si vous disposez d'ouvrages ou d'articles de référence ou si vous connaissez des sites web de qualité traitant du thème abordé ici, merci de compléter l'article en donnant les références utiles à sa vérifiabilité et en les liant à la section « Notes et références ».
Sud Nivernais Imphy Decize est un club de football français du sud de la Nièvre.

## Historique
Ce club est créé en 2003 par fusion entre le Sporting Club Imphy (fondé en 1925) et l'Association Sportive Decizoise (fondée en 1932).
Le club s'est notamment attaché les services de Reynald Pedros, qui a évolué auparavant en Ligue 1, dans des clubs comme Nantes ou encore Bastia.

## Palmarès
- Vainqueur de la Coupe de la Nièvre : 2006, 2007, 2018, 2019
- Champion de DH Bourgogne : 2004

## Entraîneurs
- 2003-2005 :  Christian Felci

## Joueurs
- Xavier Méride
- Reynald Pedros
- Gaston Diamé